# Prorectella
Prorectella is een geslacht van uitgestorven kreeftachtigen uit de klasse van de Ostracoda (mosselkreeftjes).

## Soort
- Prorectella longula Melnikova, 1982 †